# 진천군·괴산군·음성군 (1973년 선거구)
진천군·괴산군·음성군은 대한민국의 옛 국회의원 선거구이다. 당시 충청북도 진천군, 괴산군, 음성군 지역을 관할했다.

## 역사
제9대 국회의원 선거를 앞두고 진천군·음성군 선거구와 괴산군 선거구가 통합되면서 신설되었다.
제13대 국회의원 선거를 앞두고 진천군·음성군 선거구와 괴산군 선거구로 분리되면서 폐지되었다.

## 역대 국회의원
| 선거   | 정당 | 정당       | 1위 의원 | 정당 | 정당       | 2위 의원 |
| ------ | ---- | ---------- | -------- | ---- | ---------- | -------- |
| 1973년 |      | 신민당     | 이충환   |      | 민주공화당 | 김원태   |
| 1978년 |      | 민주공화당 | 오용운   |      | 신민당     | 이충환   |
| 1981년 |      | 민주정의당 | 안갑준   |      | 한국국민당 | 김완태   |
| 1985년 |      | 민주정의당 | 김종호   |      | 한국국민당 | 김완태   |

## 역대 선거 결과

### 대한민국 제9대 국회의원 선거
|  | 39.44% |

|  | 33.80% |

|  | 19.89% |

|  | 6.84% |

### 대한민국 제10대 국회의원 선거
|  | 42.82% |

|  | 30.04% |

|  | 18.27% |

|  | 8.85% |

### 대한민국 제11대 국회의원 선거
|  | 32.57% |

|  | 28.01% |

|  | 17.64% |

|  | 14.02% |

|  | 4.08% |

|  | 3.65% |

### 대한민국 제12대 국회의원 선거
|  | 67.00% |

|  | 24.71% |

|  | 5.01% |

|  | 3.26% |